# 1951-es magyar úszóbajnokság
Az 1951-es magyar úszóbajnokságot augusztusban rendezték meg Budapesten.
Női 400 méter gyorson a holtverseny után az első helyezést szétúszással döntötték el.

## Eredmények

### Férfiak
| Versenyszám                                  | Arany                                                            | Arany       | Ezüst                                                       | Ezüst   | Bronz                                                          | Bronz   |
| -------------------------------------------- | ---------------------------------------------------------------- | ----------- | ----------------------------------------------------------- | ------- | -------------------------------------------------------------- | ------- |
| 100 m gyorsúszás augusztus 25.               | Kádas Géza Egri Fáklya                                           | 58,2        | Szilárd Zoltán Bp. Kinizsi                                  | 59,8    | Gyöngyösi László Bp. Előre                                     | 59,9    |
| 200 m gyorsúszás augusztus 26.               | Nyéki Imre Bp. Honvéd                                            | 2:09,8      | Csordás György Bp. Kinizsi                                  | 2:12,3  | Kádas Géza Egri Fáklya                                         | 2:15,2  |
| 400 m gyorsúszás augusztus 27.               | Csordás György Bp. Kinizsi                                       | 4:49,6      | Lányi Bp. Kinizsi                                           | 4:59,4  | Zsótér Bp. Dózsa                                               | 5:02,0  |
| 800 m gyorsúszás Cegléd, július 1.           | Csordás György Bp. Kinizsi                                       | 10:11       | Mitró György Bp. Honvéd                                     | 10:38   | Joó Bp. Kinizsi                                                | 10:49   |
| 1500 m gyorsúszás július 6.                  | Csordás György Bp. Kinizsi                                       | 18:49,6 Ecs | Mitró György Bp. Honvéd                                     | 20:10,6 | Zsótér Bp. Honvéd                                              | 20:31,8 |
| 100 m hátúszás augusztus 27.                 | Nyéki Imre Bp. Honvéd                                            | 1:08,9      | Gyöngyösi László Bp. Előre                                  | 1:10,4  | Válent Gyula Egri Fáklya                                       | 1:11,4  |
| 200 m hátúszás július 8.                     | Nyéki Imre Bp. Honvéd                                            | 2:34,2      | Bolvári Antal Bp. Lokomotív                                 | 2:37,0  | Tumpek György Bp. Honvéd                                       | 2:41,6  |
| 100 m mellúszás augusztus 26.                | Utassy Sándor Egri Fáklya                                        | 1:16,0      | Aradi László Csepeli Vasas                                  | 1:17,0  | Gyurcsik Borsod megye                                          | 1:19,4  |
| 200 m mellúszás augusztus 25.                | Utassy Sándor Egri Fáklya                                        | 2:46,1      | Aradi László Csepeli Vasas                                  | 2:49,2  | Gyurcsik Borsod megye                                          | 3:53,0  |
| 100 m pillangóúszás augusztus 26.            | Tumpek György Bp. Honvéd                                         | 1:10,2      | Németh Sándor Bp. Vasas                                     | 1:12,2  | Demjén Ottó Bp. Kinizsi                                        | 1:15,8  |
| 200 m pillangóúszás augusztus 25.            | Németh Sándor Bp. Vasas                                          | 2:44,2      | Bolvári Antal Bp. Lokomotív                                 | 2:51,2  | Zsótér Bp. Dózsa                                               | 2:55,4  |
| 300 m vegyes úszás december 26.              | Kettesi Gusztáv Bp. Honvéd                                       | 3:58,6 ocs  | Hámori Bp. Bástya                                           | 4:13,5  | Varga Bp. Honvéd                                               | 4:13,6  |
| 4 × 100 m gyors váltó augusztus 27.          | Bp. Honvéd Mitró György Kettesi Gusztáv Tumpek György Nyéki Imre | 4:02,6      | Bp. Kinizsi Demjén Ottó Lányi Csordás György Szilárd Zoltán | 4:05,2  | Egri Fáklya Kádas Géza                                         | 4:07,1  |
| 4 × 200 m gyors váltó augusztus 25.          | Bp. Honvéd Tumpek György Kettesi Gusztáv Mitró György Nyéki Imre | 9:08,6      | Egri Fáklya Hevesi Válent Gyula Utassy Sándor Kádas Géza    | 9:19,4  | Bp. Kinizsi Szilárd Zoltán Demjén Ottó Lányi Csordás György    | 9:21,0  |
| 100-200-200-100 m vegyes váltó augusztus 26. | Bp. Honvéd Nyéki Imre Varga Tumpek György Mitró György           | 7:54,2      | Egri Fáklya Válent Gyula Utassy Sándor Hevesi Kádas Géza    | 8:07,0  | Bp. Vasas Szívós István Draskói Németh Sándor Markovits Kálmán | 8:08,2  |

### Nők
| Versenyszám                          | Arany                                                               | Arany      | Ezüst                                                               | Ezüst  | Bronz                            | Bronz  |
| ------------------------------------ | ------------------------------------------------------------------- | ---------- | ------------------------------------------------------------------- | ------ | -------------------------------- | ------ |
| 100 m gyorsúszás augusztus 25.       | Temes Judit Bp. Előre                                               | 1:06,2     | Szőke Katalin Bp. Kinizsi                                           | 1:08,0 | Székely Éva Bp. Lokomotív        | 1:08,2 |
| 200 m gyorsúszás                     | Székely Éva Bp. Lokomotív                                           |            |                                                                     |        |                                  |        |
| 400 m gyorsúszás augusztus 26.       | Székely Éva Bp. Lokomotív                                           | 5:19,0     | Temes Judit Bp. Előre                                               | 5:19,0 | Novák Éva Bp. Kinizsi            | 5:24,0 |
| 100 m hátúszás augusztus 26.         | Temes Judit Bp. Előre                                               | 1:17,6     | Hunyadfi Magda Bp. Kinizsi                                          | 1:20,4 | Nagy Éva Egri Fáklya             | 1:24,4 |
| 200 m hátúszás július 22.            | Temes Judit Bp. Előre                                               | 2:48,9     | Novák Ilona Bp. Kinizsi                                             | 2:56,2 | Nagy Éva Egri Fáklya             | 3:01,2 |
| 100 m mellúszás augusztus 25.        | Killermann Klára Bp. Kinizsi                                        | 1:23,2     | Kiss Éva Bp. Dózsa                                                  | 1:32,8 | Moldrich Amália Bp. Vörös Meteor | 1:33,0 |
| 200 m mellúszás augusztus 26.        | Killermann Klára Bp. Kinizsi                                        | 2:57,2     | Kiss Éva Bp. Dózsa                                                  | 3:15,8 | Moldrich Amália Bp. Vörös Meteor | 3:20,6 |
| 100 m pillangóúszás augusztus 25.    | Székely Éva Bp. Lokomotív                                           | 1:21,6     | Gyenge Valéria Bp. Lokomotív                                        | 1:28,2 | Sebő Ágota Bp. Lokomotív         | 1:32,2 |
| 200 m pillangóúszás augusztus 27.    | Székely Éva Bp. Lokomotív                                           | 3:01,1     | Gyenge Valéria Bp. Lokomotív                                        | 3:14,2 | Temes Judit Bp. Előre            | 3:14,8 |
| 300 m vegyes december 26.            | Székely Éva Bp. Lokomotív                                           | 2:45,0 ocs | Gyenge Valéria Bp. Lokomotív                                        | 3:03,6 | Csala Márta Bp. Dózsa            | 3:18,0 |
| 4 × 100 m gyors váltó augusztus 27.  | Bp. Lokomotív Vámos Gyenge Valéria Sebő Ágota Székely Éva           | 4:48,0     | Bp. Kinizsi Hunyadfi Magda Killermann Klára Novák Éva Szőke Katalin | 1:15,4 | Bp. Előre                        | 5:13,0 |
| 4 × 100 m vegyes váltó augusztus 25. | Bp. Kinizsi Hunyadfi Magda Novák Éva Killermann Klára Szőke Katalin | 5:24,2     | Bp. Előre Temes Judit                                               | 5:56,0 | Bp. Dózsa                        | 6:13,6 |